# Critomolgus hispidulus
Critomolgus hispidulus is een eenoogkreeftjessoort uit de familie van de Rhynchomolgidae. De wetenschappelijke naam van de soort is voor het eerst geldig gepubliceerd in 1982 door Humes.